# 一畑電気鉄道5000系電車
一畑電気鉄道5000系電車（いちばたでんきてつどう5000けいでんしゃ）は、一畑電気鉄道（現・一畑電車）が1998年（平成10年）に導入した急行形車両である。

## 概要
一畑電鉄による車両近代化方針の一環として、デハ5000形 (Mc1) - デハ5100形 (Mc2) の2両編成2本の計4両が導入された。本系列の導入により、一畑電気鉄道の全定期列車の近代化が完了している。本系列は2100系と同じく京王5000系を京王重機整備にて改造したうえで譲受した車両であるが、出雲大社方面への観光輸送を重視した車両であるため、外観・内装は2100系とまったく異なる。

### 車体
塗装は在来車両から一新し、出雲平野の雲をイメージとした白をベースとして、屋根と車体裾部分には宍道湖をイメージとした青、前面窓周りと車体下部には出雲大社厳粛の趣である黒が配色されている。
前面は貫通扉が埋められて非貫通形になっており、前照灯は2灯式から1灯式に変更され、元の標識灯は撤去されて丸形のものが新設された。行先表示器があった場所には羅針盤を模したヘッドマークが取り付けられ、行先表示器は助手席側窓の上側に設置された。ワンマン運転用としてサイドミラーも設置されている。側面は2100系2103・2104編成と同様、中央の扉が埋められて2扉となっている。

### 内装
内装は当初青を基調とし、座席は車端部とドア付近を除いてクロスシートに改装された。クロスシートは運転台に向かって左側に1人掛けの転換式クロスシート、右側に2人掛けの回転式クロスシートとなった。回転式クロスシートは廃車になった小田急3100形 (NSE) のシートを流用し、この部分の吊革は撤去した。車内天井には出雲の神話にまつわるイラストが描かれていた。各車同様、ワンマン運転用として連結面側の側扉付近に乗車整理券発行器、運転台後部に運賃表示機と自動両替機付運賃箱、連結面に防犯カメラを設置した。

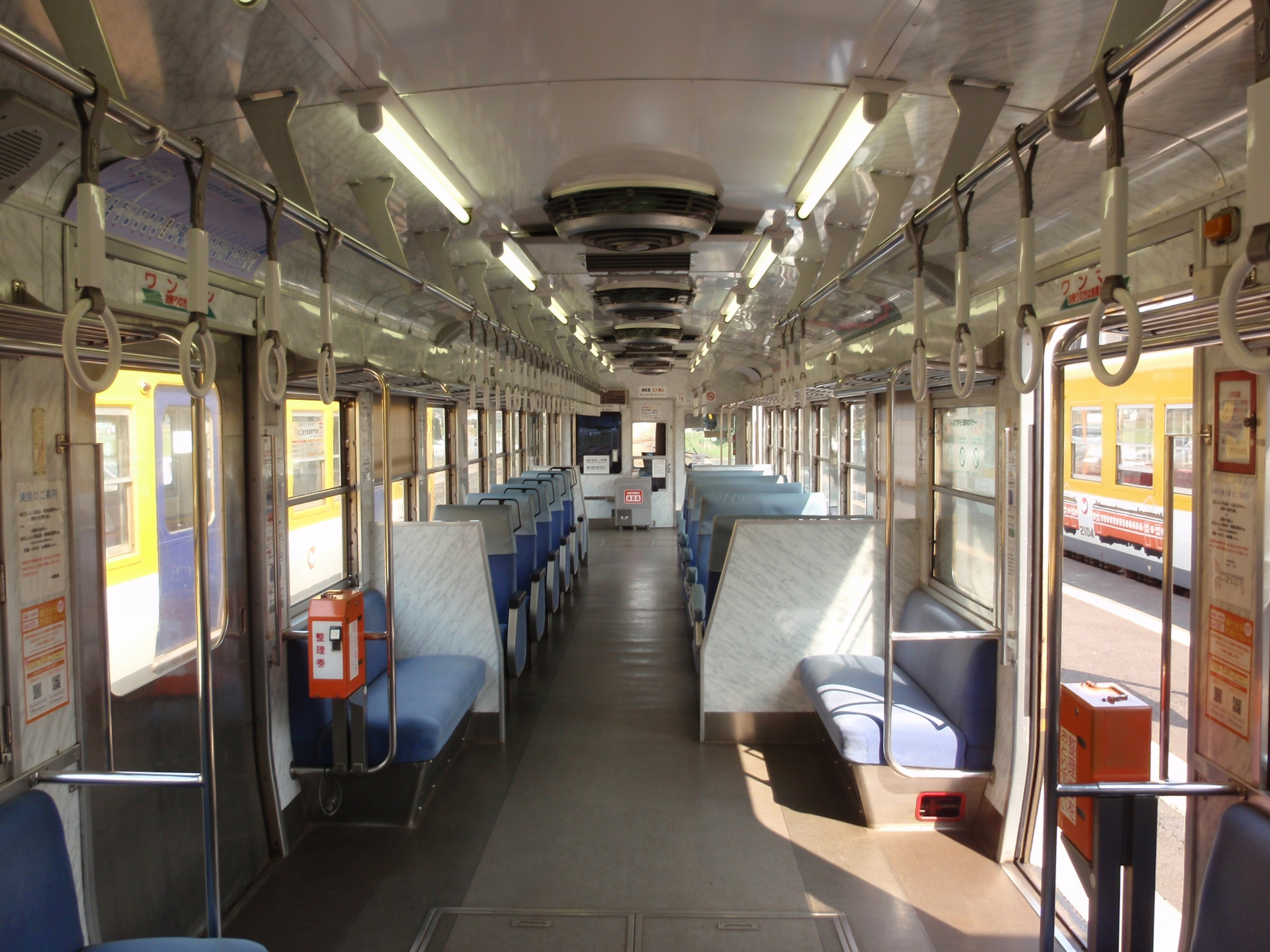
車内
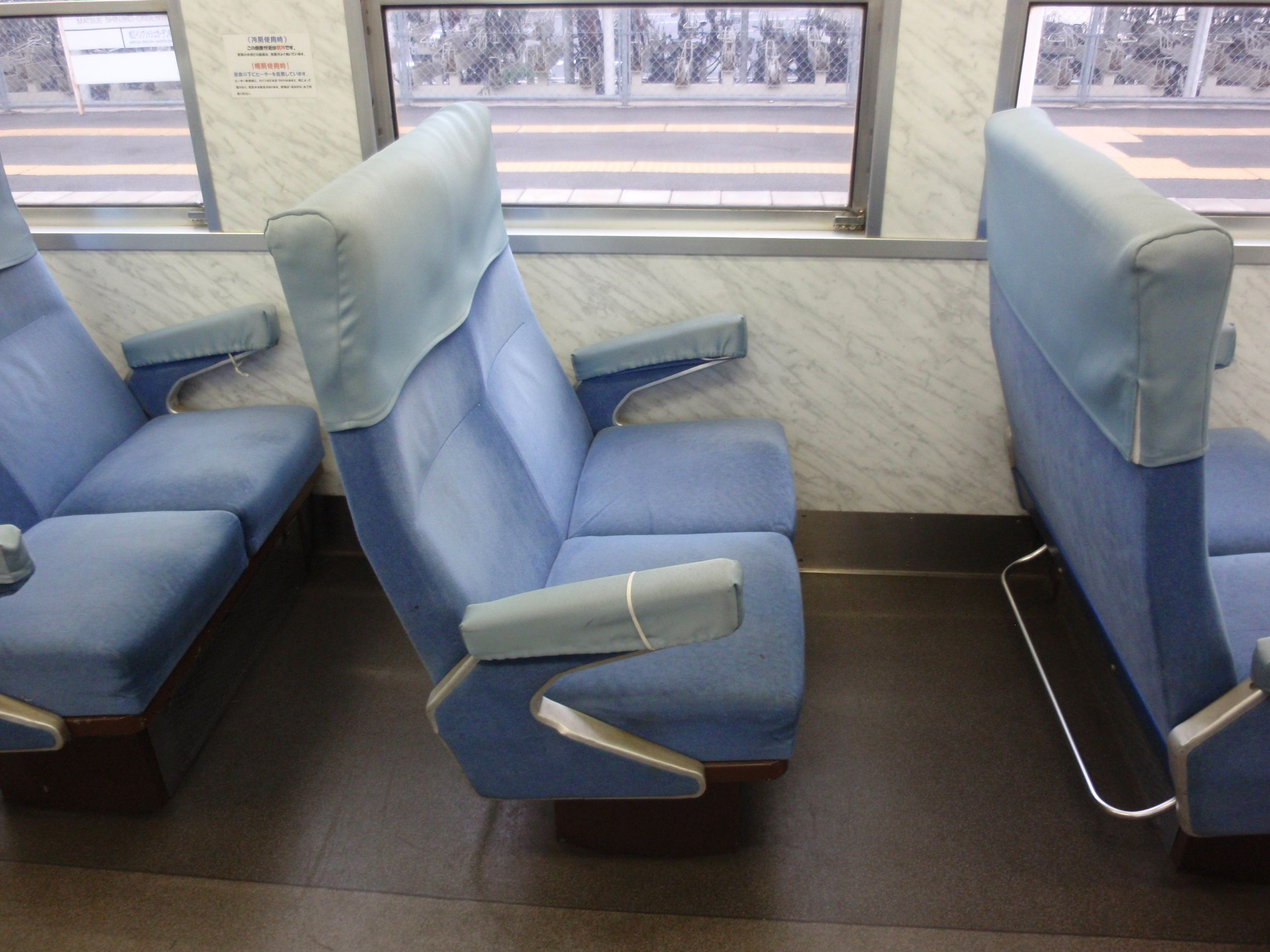
座席は小田急3100形NSE車から流用
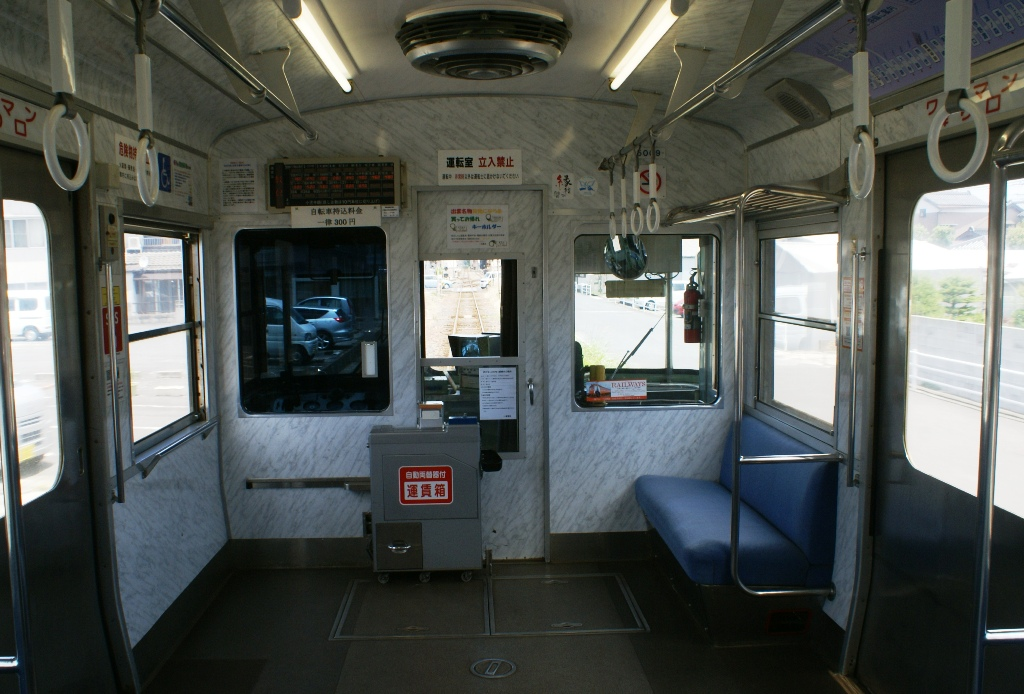
運転台後部
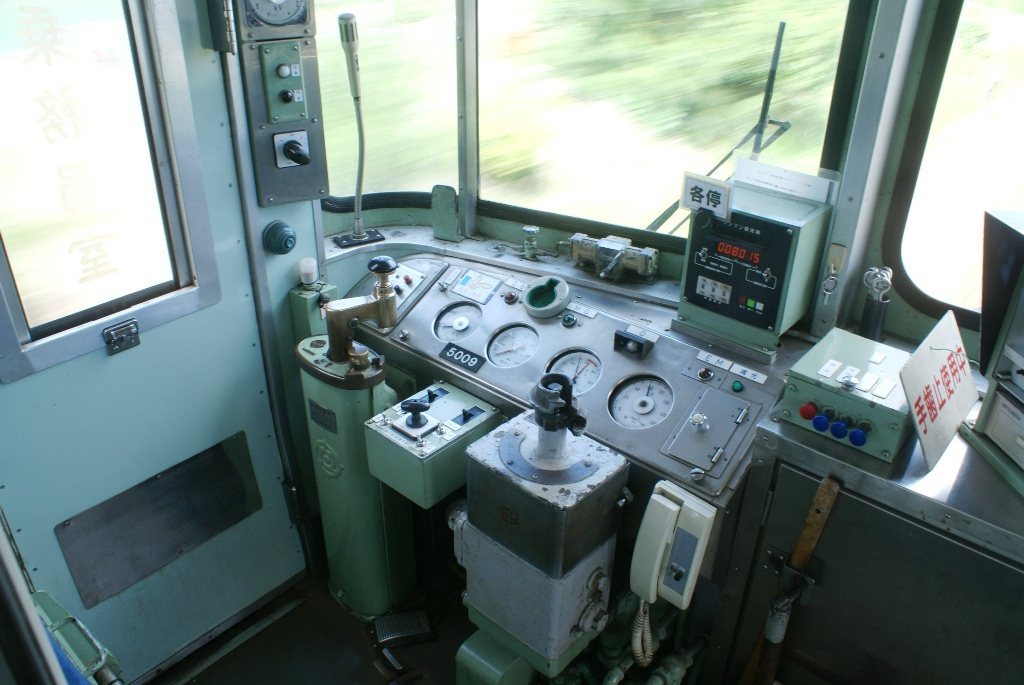
運転席

#### 木質化改装車
2013年（平成25年）、当車両の木質化改装が島根県産木材の需要拡大を目的に制定された「島根県森林整備加速化・林業再生事業費補助金」の平成25年度事業として採択された。2014年より5009編成（デハ5009 - デハ5109）が後藤工業にて木質化改装工事を受け、同年7月14日より営業運転を開始した。この改造にて座席はボックスシート化されており、各座席を杉のパーテーションで区切られている。外装は改造前と同じカラーを採用しているが、前面には木材を使用した「しまねの木」と書かれたヘッドマークを装着している。2021年（令和3年）には、デハニ50形を模したオレンジを下地に白帯の入るカラーリングに変更された。

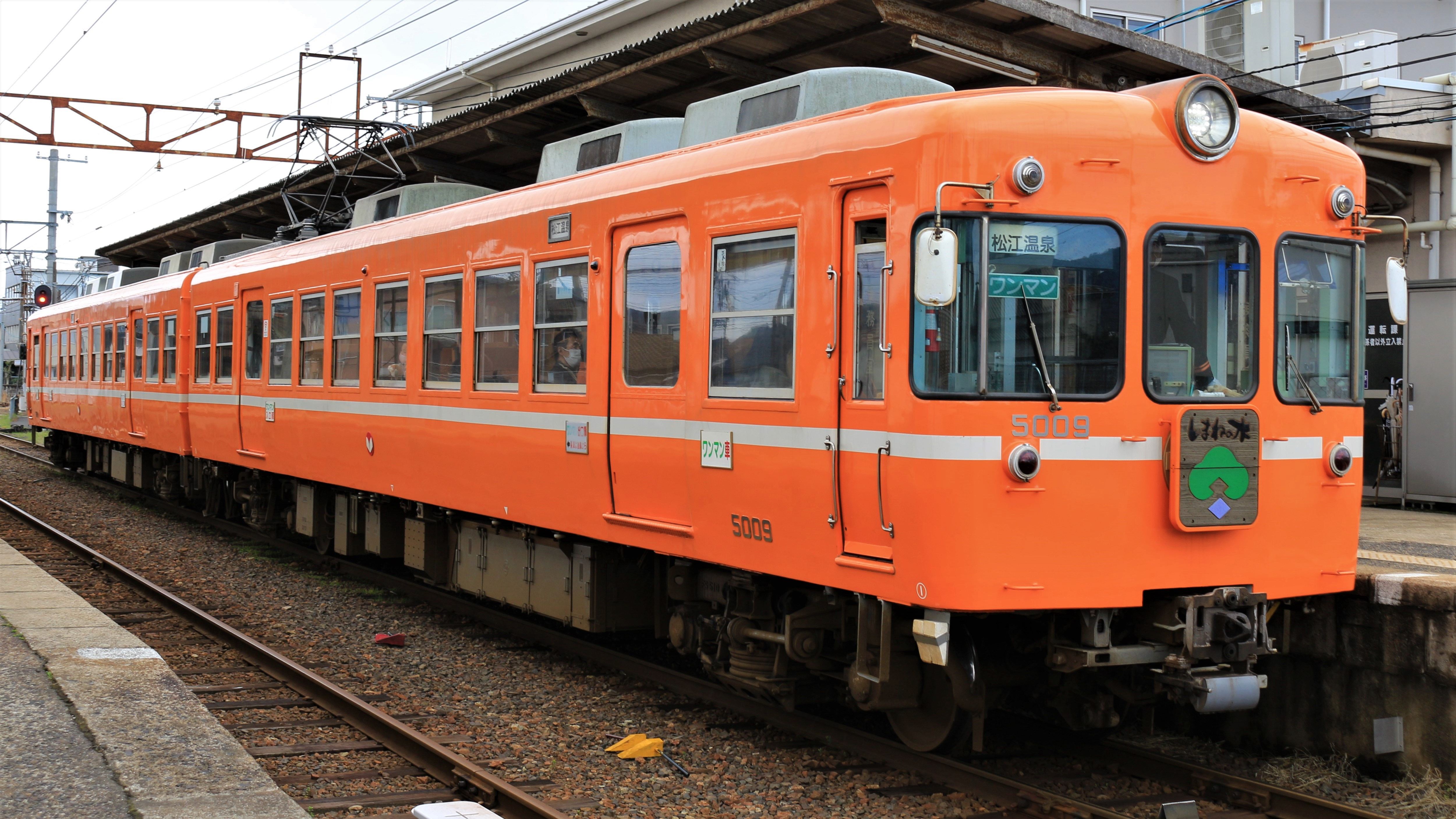
5009編成・木質化改装車 「しまねの木」
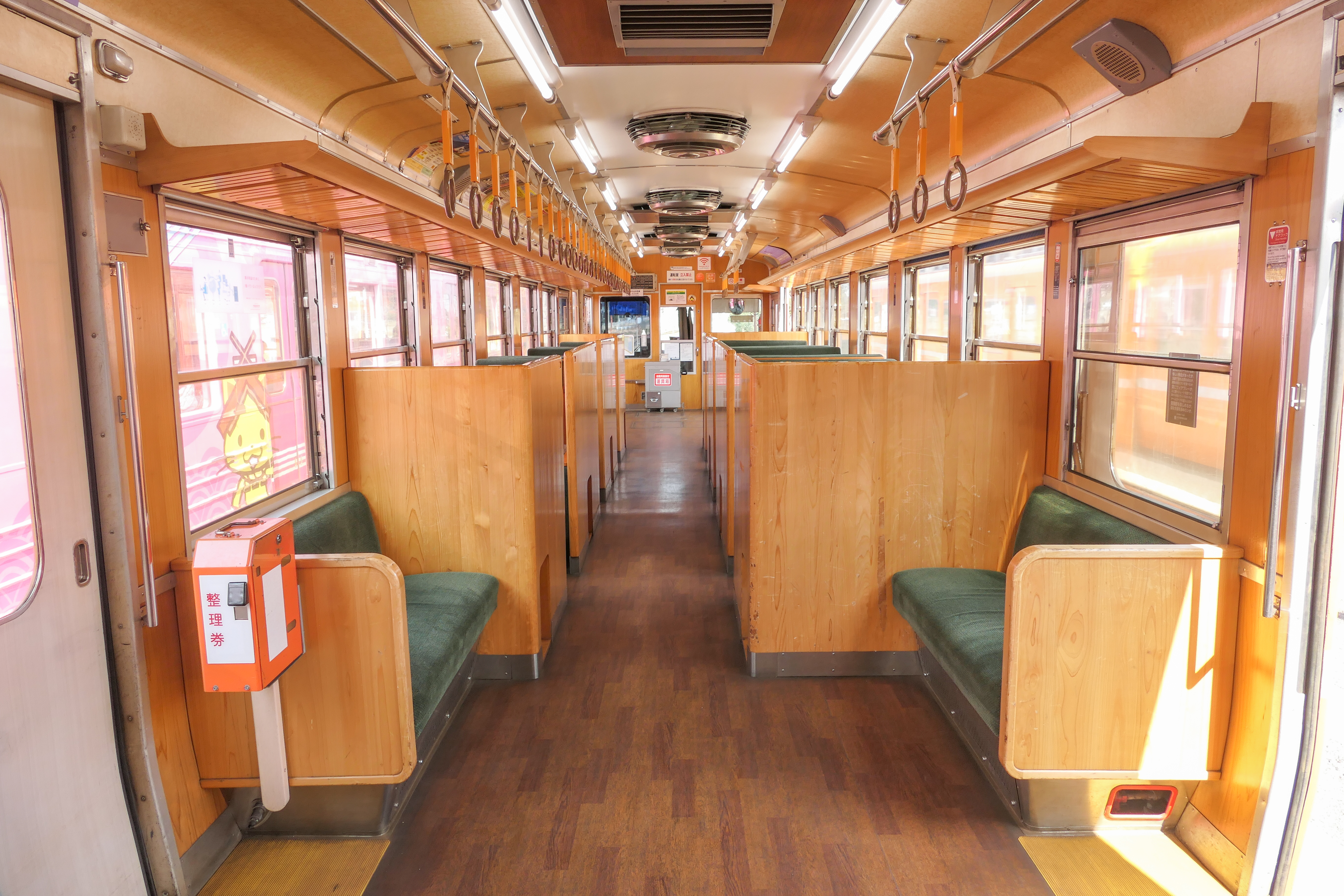
5009編成の車内
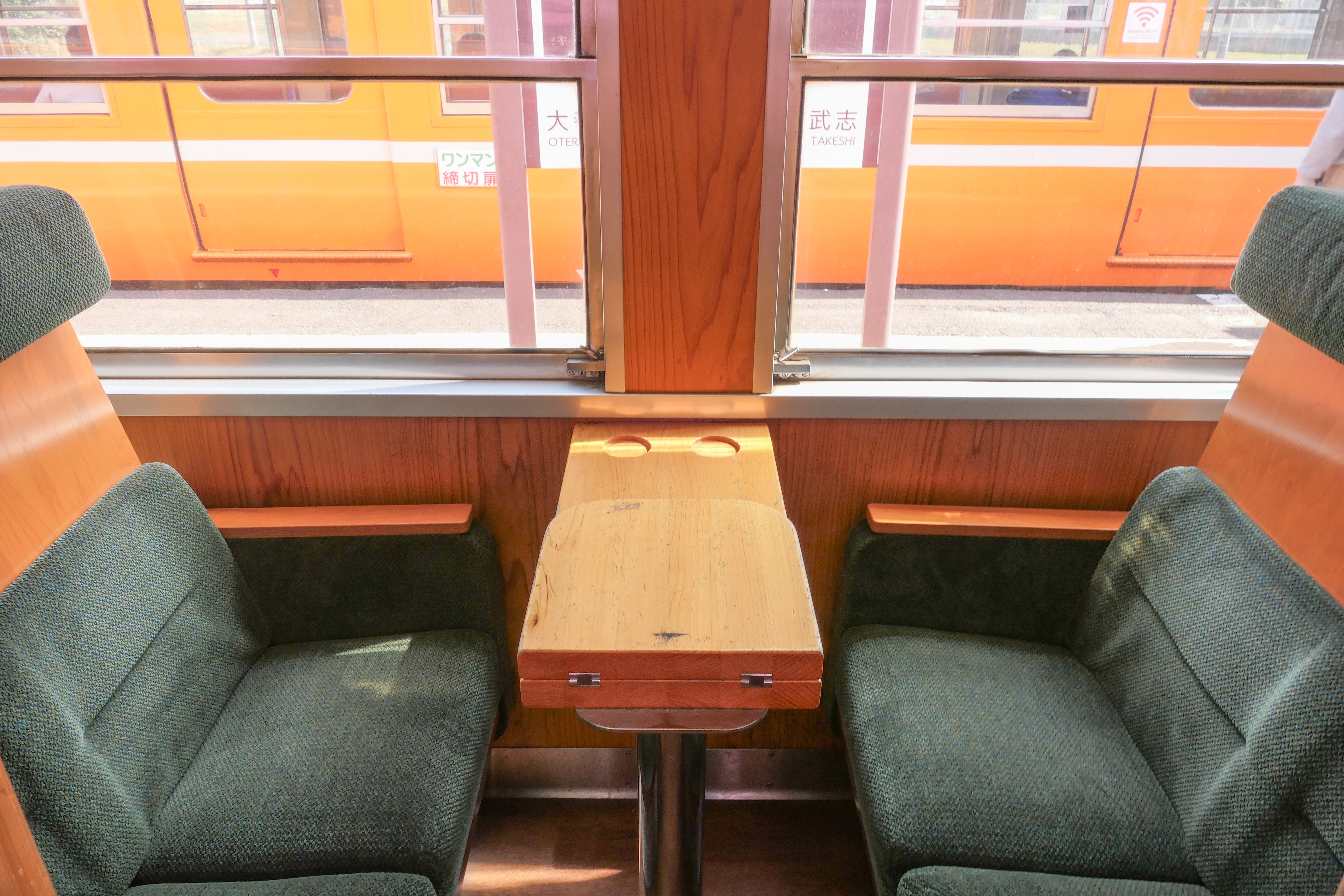
5009編成の座席

### 機器類
京王線の軌間は1372mm、一畑電車の軌間が1067mmと幅が異なっていることから、改軌のために台車を帝都高速度交通営団（現・東京地下鉄）3000系から流用したFS510に履き替える改造を行った。そのほか、一畑電車向けに京王重機整備で行われた機器類の改造内容は2100系と同一である。冷房装置は分散式のRPU-2203AJをデハ5000形に3基（パンタグラフ設置のため連結面の1基を撤去）、デハ5100形に4基搭載している。

## 運用
かつては平日朝の特急「スーパーライナー」と、休日の急行「出雲大社号」および電鉄出雲市 - 出雲大社前間の特急で運用されていたが、2100系2104編成「ご縁電車しまねっこ号」登場後は同運用から撤退した。現在は他車との共通運用に就いている。非貫通であるため、4両編成では前後の車両を行き来することはできない。

## 車両一覧
車番末尾は2100系・3000系の追番で9・10となっている。
| 一畑での車番 | 一畑での車番 | 京王時代の車番 | 京王時代の車番 | 入線時期                  | 備考                   |
| ------------ | ------------ | -------------- | -------------- | ------------------------- | ---------------------- |
| デハ5009     | デハ5109     | クハ5715       | クハ5765       | 1998年（平成10年）9月24日 |                        |
| 5010         | 5110         | 5717           | 5767           | 1998年（平成10年）9月24日 | 2025年1月13日 退役予定 |

## 今後の予定
令和7（2025）年以降、新造される8000系に置き換えられることにより、廃車となる予定である。